# Acordo de Dezembro

O Acordo de Dezembro (em sueco: decemberöverenskommelsen) foi assinado pelos partidos do Governo Löfven e pelos partidos da oposição Aliança pela Suécia em dezembro de 2014, sendo válido até às eleições de 2022.
Todavia, deixou de estar em vigor formalmente em 14 de outubro de 2015.
Por este acordo os partidos signatários comprometiam-se ao seguinte:
- O maior bloco representado no Parlamento forma governo. O outro bloco abstem-se na votação.
- A oposição deixa passar a proposta de orçamento desse governo.
- O orçamento é aprovado na sua totalidade, não podendo ser dividido em partes.
- Três áreas políticas são objeto de cooperação e diálogo: Defesa e segurança, pensões e energia.

Este pacto permitia a formação de governos minoritários, regendo segundo o seu próprio orçamento, e ultrapassando a situação de impasse criada pela existência de dois blocos sem maioria, bloqueáveis por uma terceira força política, constituída pelo partido nacionalista dos Democratas Suecos. Nas outras questões parlamentares, os partidos do governo teriam de conseguir acordos pontuais com outros partidos.

Este entendimento foi subscrito em 27 de dezembro de 2014 por: Partido Social-Democrata, Partido Verde,  Partido Moderado, Partido Popular Liberal, Partido do Centro e Partido Democrata-Cristão. Fora do acordo, ficaram o Partido da Esquerda e os Democratas Suecos.

## Os signatários do Acordo de Dezembro

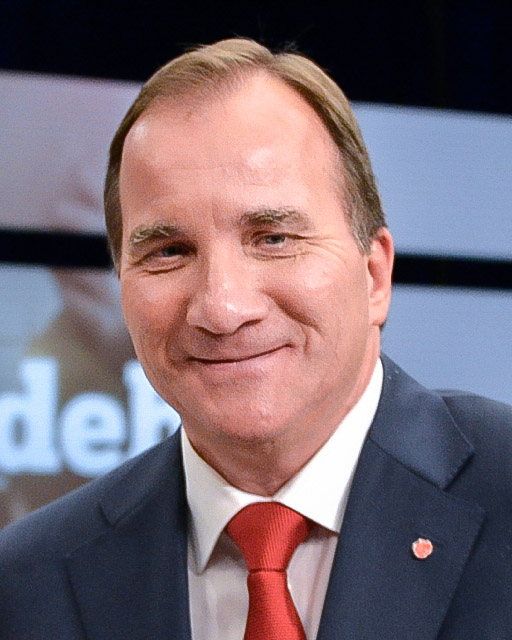
Stefan Löfven Partido Social-Democrata
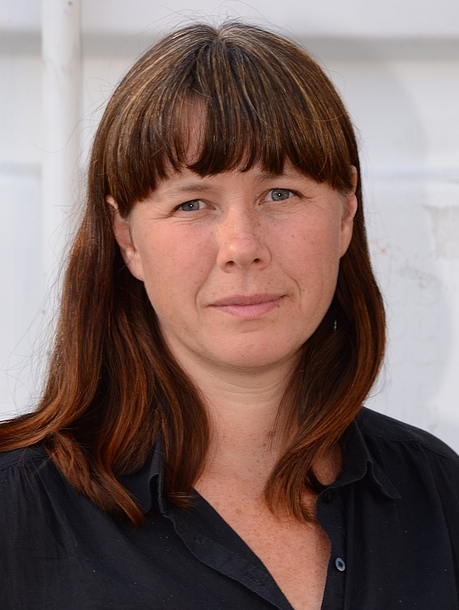
Åsa Romson Partido Verde
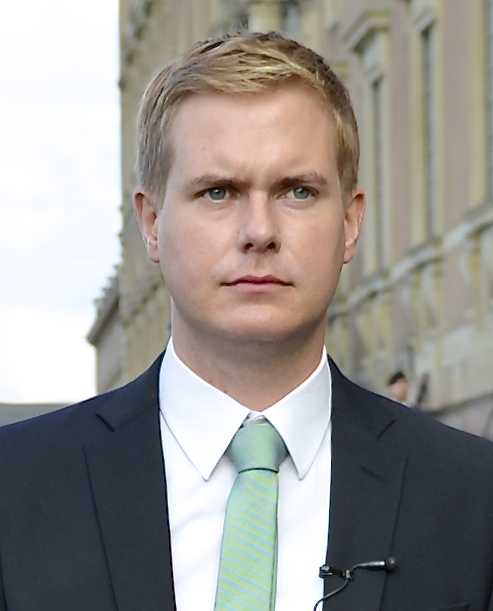
Gustav Fridolin Partido Verde
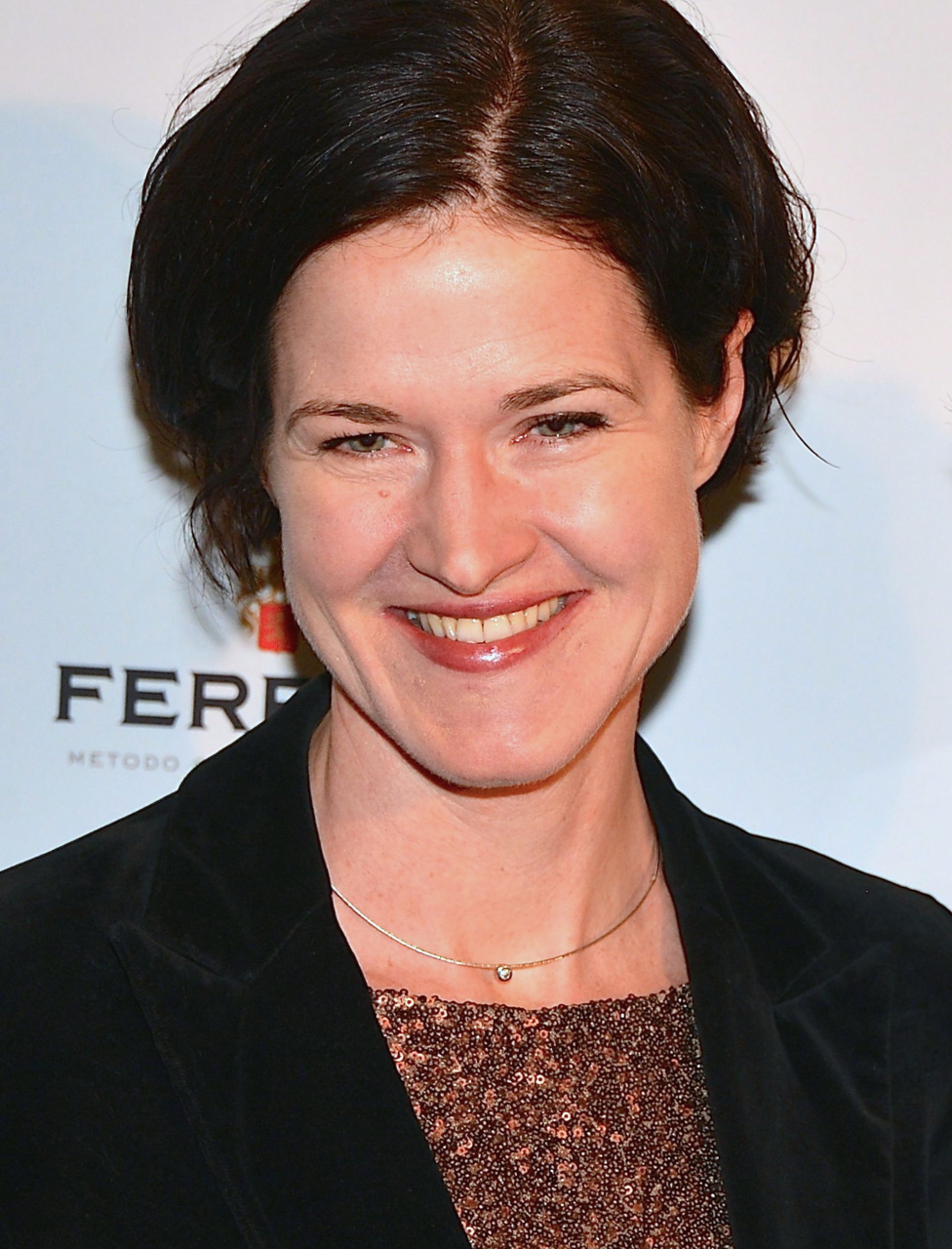
Anna Kinberg Batra Partido Moderado
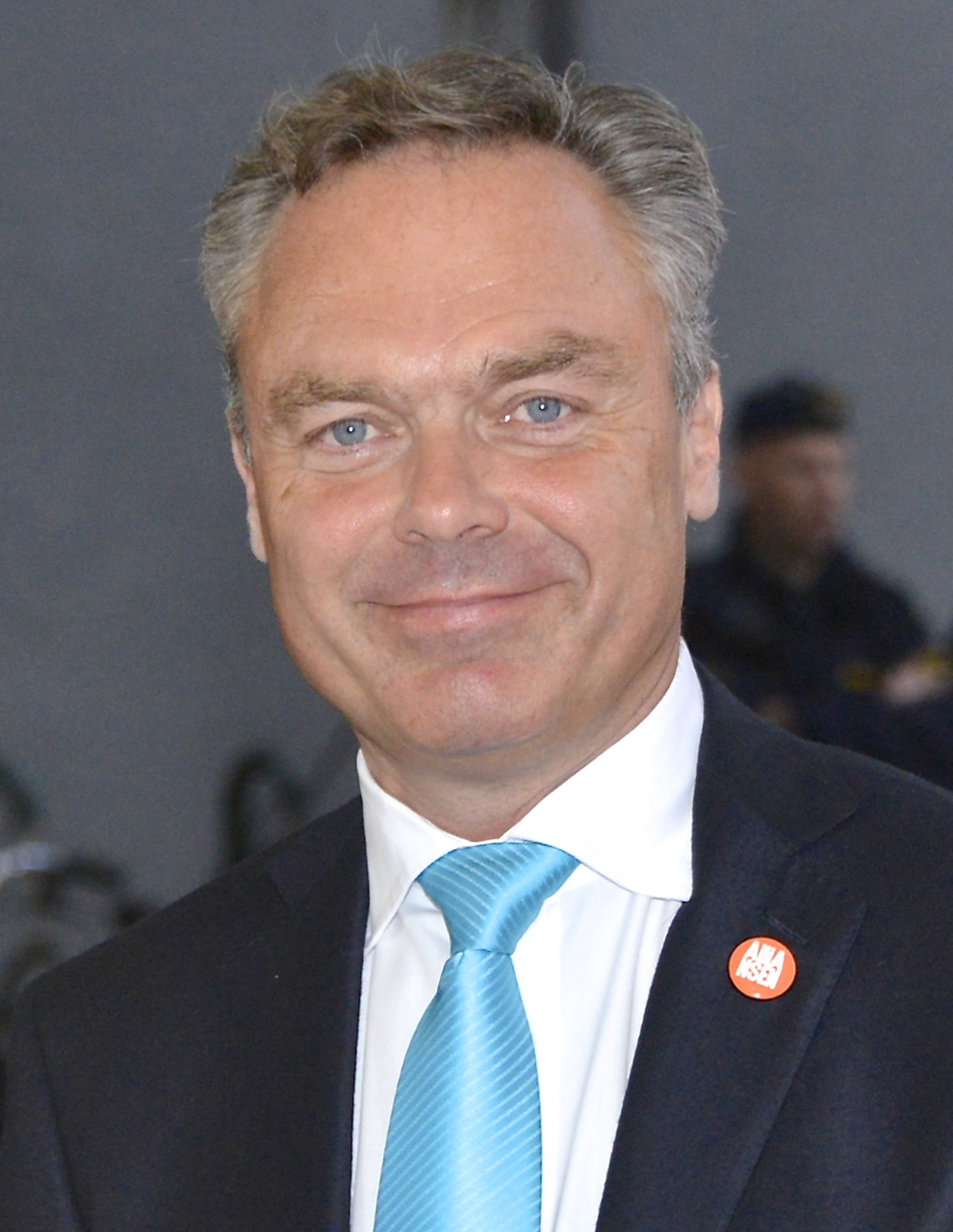
Jan Björklund Partido Popular Liberal
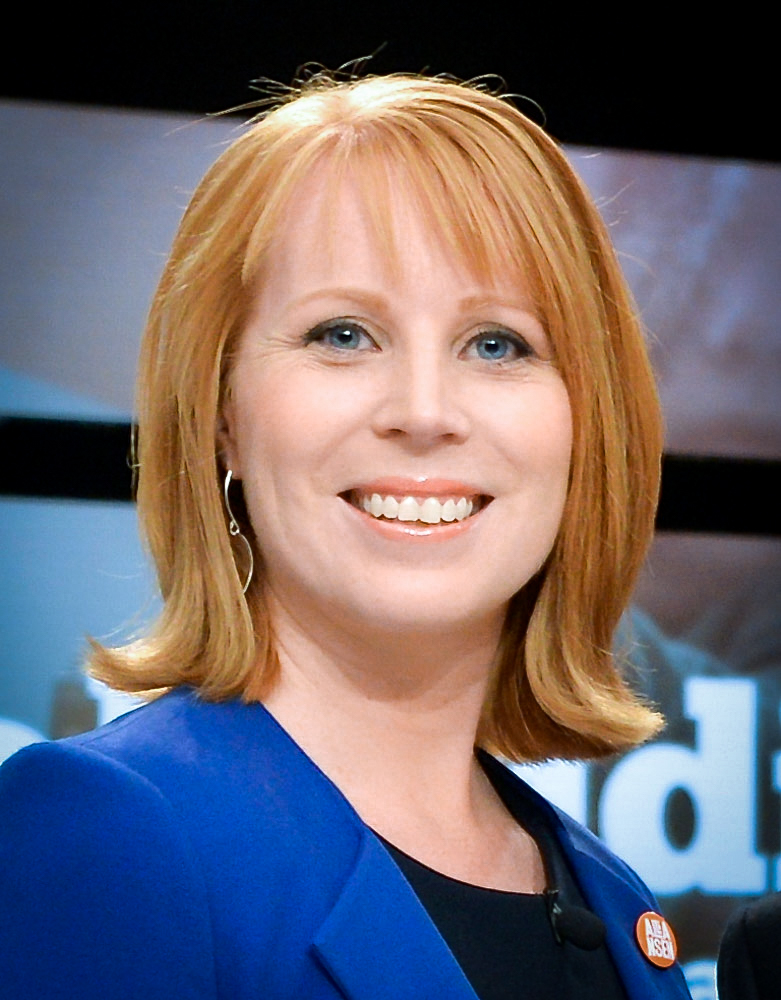
Annie Lööf Partido do Centro
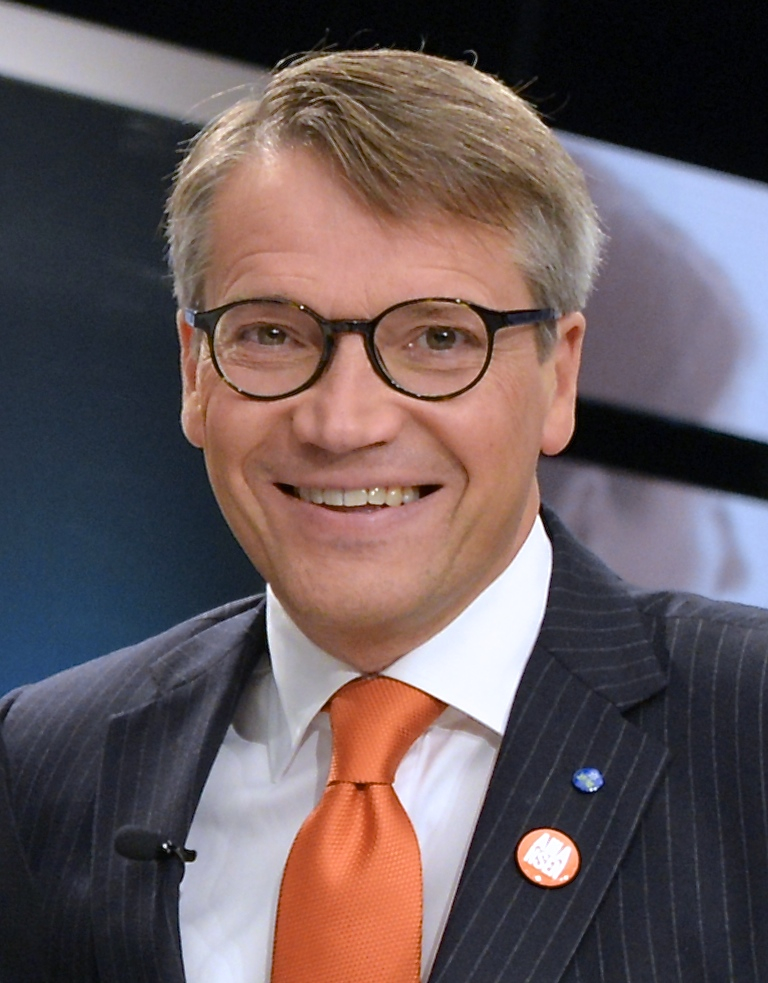
Göran Hägglund Partido Democrata-Cristão